# Torfou (Essonne)
Pour les articles homonymes, voir Torfou.
Torfou (prononcé [t̪ɔʁfu] ) est une commune française située à trente-huit kilomètres au sud-ouest de Paris dans le département de l'Essonne en région Île-de-France.
Ses habitants sont appelés les Torfoliens.

## Géographie

### Situation

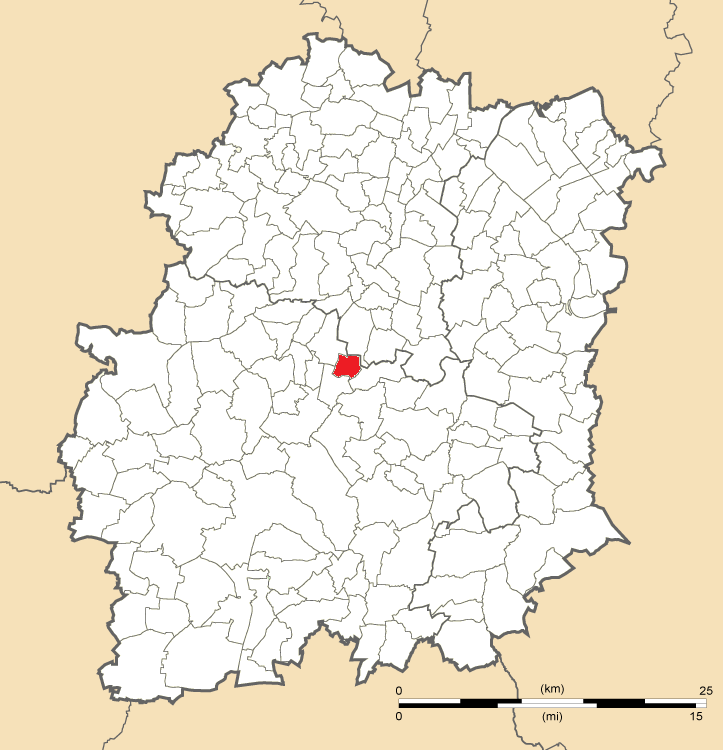
Position de Torfou en Essonne.

Torfou est située à trente-huit kilomètres au sud-ouest de Paris-Notre-Dame, point zéro des routes de France, vingt kilomètres au sud-ouest d'Évry, douze kilomètres au nord-est d'Étampes, sept kilomètres au sud-ouest d'Arpajon, dix kilomètres au nord-ouest de La Ferté-Alais, treize kilomètres au sud-ouest de Montlhéry, seize kilomètres à l'est de Dourdan, vingt kilomètres au sud-ouest de Corbeil-Essonnes, vingt kilomètres au sud-ouest de Palaiseau, vingt-trois kilomètres au nord-ouest de Milly-la-Forêt. Elle est par ailleurs située à trois cents kilomètres au nord-est de Torfou en Maine-et-Loire.

### Communes limitrophes
| Boissy-sous-Saint-Yon | Avrainville |       |
|                       | Torfou      |       |
|                       | Chamarande  | Lardy |

### Relief et géologie
Le village est situé dans une cuvette, elle-même au sommet d'un plateau appelé "le plateau de Torfou".

### Climat
Pour des articles plus généraux, voir Climat de l'Île-de-France et Climat de l'Essonne.
En 2010, le climat de la commune est de type climat océanique dégradé des plaines du Centre et du Nord, selon une étude du CNRS s'appuyant sur une série de données couvrant la période 1971-2000. En 2020, Météo-France publie une typologie des climats de la France métropolitaine dans laquelle la commune est exposée à un climat océanique altéré et est dans la région climatique Sud-ouest du bassin Parisien, caractérisée par une faible pluviométrie, notamment au printemps (120 à 150 mm) et un hiver froid (3,5 °C). 
Pour la période 1971-2000, la température annuelle moyenne est de 10,6 °C, avec une amplitude thermique annuelle de 15,3 °C. Le cumul annuel moyen de précipitations est de 678 mm, avec 10,8 jours de précipitations en janvier et 7,6 jours en juillet. Pour la période 1991-2020, la température moyenne annuelle observée sur la station météorologique la plus proche, située sur la commune de Brétigny-sur-Orge à 11 km à vol d'oiseau, est de 11,9 °C et le cumul annuel moyen de précipitations est de 628,9 mm,. Pour l'avenir, les paramètres climatiques de la commune estimés pour 2050 selon différents scénarios d'émission de gaz à effet de serre sont consultables sur un site dédié publié par Météo-France en novembre 2022.

### Voies de communication et transports
La commune de Torfou est desservie par la N 20 (sens Paris-Toulouse).
Le sentier de grande randonnée GR 1 traverse le territoire de la commune et se prolonge vers Lardy au sud et Boissy-sous-Saint-Yon au nord-ouest.
| Type d’occupation           | Pourcentage | Superficie (en hectares) |
| --------------------------- | ----------- | ------------------------ |
| Espace urbain construit     | 3,6 %       | 12,56                    |
| Espace urbain non construit | 2,1 %       | 7,49                     |
| Espace rural                | 94,3 %      | 333,53                   |
| Source : Iaurif             |             |                          |

## Urbanisme

### Typologie
Au 1er janvier 2024, Torfou est catégorisée commune rurale à habitat dispersé, selon la nouvelle grille communale de densité à sept niveaux définie par l'Insee en 2022.
Elle est située hors unité urbaine. Par ailleurs la commune fait partie de l'aire d'attraction de Paris, dont elle est une commune de la couronne,. Cette aire regroupe 1 929 communes,.

## Toponymie
Tolfolium en 1134, Tortafagus, Torfolz.
L'origine est probablement la même que Torfou  en Maine-et-Loire, appelé Torfo à la fin du XIIIe siècle, de l'ancien français tors, « tordu » et fou, « hêtre ».
Si cette seconde étymologie est juste, le gentilé devrait être les *Torfagiens à partir du latin fagus qui a donné fou ou fau, « hêtre » en ancien français. La commune fut créée en 1793 avec son nom actuel.

## Histoire
Peu de faits historiques sont connus. Torfou a été entièrement bâti d'après les ordres du roi Louis VI dit le Gros, selon une charte de franchise de 1134.
« Au nom de la sainte et indivise Trinité, amen. Moi, Louis, par la grâce de Dieu roi des Français, je veux qu’il soit connu de tous, à venir et présents, que nous cédons aux hommes qui veulent devenir hôtes dans le bois dit Torfou un arpent de terre et le quart d’un autre arpent pourqu’ils y établissent en hostise, à la condition qu’ils nous versent chaque année un cens de six deniers, deux poules et deux setiers d’avoine. Nous leur concédons aussi la liberté de ne contribuer ni à l’herban, ni à la taille, de n’aller ni à l’ost, ni à la chevauchée, si ce n’est à la semonce générale de la Chrétienté, de ne point faire de corvée, de n’être justiciable de personne sur notre terre, pas même des autorités d’Étampes, que de celui en la main duquel nous les placerons. Pour que cela ne tombe pas dans l’oubli, nous l’avons confié à l’écrit, et pour que ce ne puisse être infirmé à l’avenir, nous l’avons ci-dessous validé par le sceau de notre autorité et le monogramme de notre nom. »

Le manque d'eau a toujours posé problème, un seul puits existait au centre du village. Cependant il existe trois mares anciennes à Torfou, toutes les 3 assez profondes et ceinturées de murets en pierre. Autrefois le bétail s'y abreuvait et les femmes du village y faisaient la lessive sur des lavoirs en pierre de grès.
Chaque ferme possédait son puits.
Un télégraphe Chappe fut installé ; à cette fin, on démonta le haut du clocher de l'église. L'installation restée en place jusqu'en 1886, l'année suivante, une indemnité fut versée pour rétablir le clocher dans sa forme initiale.

## Politique et administration

### Politique locale
La commune de Torfou est rattachée au canton d'Arpajon, représenté par les conseillers départementaux Dominique Bougraud (UDI) et Alexandre Touzet (UMP), à l'arrondissement d’Étampes et à la troisième circonscription de l'Essonne, représentée par le député Laëtitia Romeiro Dias (LERM).
L'Insee attribue à la commune le code 91 1 09 619. La commune de Torfou est enregistrée au répertoire des entreprises sous le code SIREN 219 106 192. Son activité est enregistrée sous le code APE 8411Z.

### Tendances et résultats politiques
Élections présidentielles, résultats des deuxièmes tours :
- Élection présidentielle de 2002 : 87,65 % pour Jacques Chirac (RPR), 12,35 % pour Jean-Marie Le Pen (FN), 95,53 % de participation[33].
- Élection présidentielle de 2007 : 66,67 % pour Nicolas Sarkozy (UMP), 33,33 % pour Ségolène Royal (PS), 87,89 % de participation[34].
- Élection présidentielle de 2012 : 58,13 % pour Nicolas Sarkozy (UMP), 41,88 % pour François Hollande (PS), 90,00 % de participation[35].

Élections législatives, résultats des deuxièmes tours :
- Élections législatives de 2002 : 60,96 % pour Geneviève Colot (UMP), 39,04 % pour Yves Tavernier (PS), 83,15 % de participation[36].
- Élections législatives de 2007 : 62,96 % pour Geneviève Colot (UMP), 37,04 % pour Brigitte Zins (PS), 72,63 % de participation[37].
- Élections législatives de 2012 : 51,52 % pour Geneviève Colot (UMP), 48,48 % pour Michel Pouzol (PS), 72,11 % de participation[38].

Élections européennes, résultats des deux meilleurs scores :
- Élections européennes de 2004 : 22,88 % pour Harlem Désir (PS) et Patrick Gaubert (UMP), 18,64 % pour Marielle de Sarnez (UDF), 64,74 % de participation[39].
- Élections européennes de 2009 : 36,89 % pour Michel Barnier (UMP), 28,16 % pour Daniel Cohn-Bendit (Europe Écologie), 57,84 % de participation[40].

Élections régionales, résultats des deux meilleurs scores :
- Élections régionales de 2004 : 55,41 % pour Jean-François Copé (UMP), 41,89 % pour Jean-Paul Huchon (PS), 82,61 % de participation[41].
- Élections régionales de 2010 : 52,88 % pour Valérie Pécresse (UMP), 47,12 % pour Jean-Paul Huchon (PS), 62,22 % de participation[42].

Élections cantonales, résultats des deuxièmes tours :
- Élections cantonales de 2004 : 51,39 % pour Denis Meunier (DVD), 48,61 % pour Claire-Lise Campion (PS), 82,61 % de participation[43].
- Élections cantonales de 2011 : 66,67 % pour Claire-Lise Campion (PS), 33,33 % pour Christine Dubois (UMP), 55,91 % de participation[44].

Élections municipales, résultats des deuxièmes tours :
- Élections municipales de 2001 : données manquantes.
- Élections municipales de 2008 : 100 voix pour Jacques Joly (?), 97 voix pour Laurent Coutelier (?), 80,90 % de participation[45].

Référendums :
- Référendum de 2000 relatif au quinquennat présidentiel : 65,22 % pour le Oui, 34,78 % pour le Non, 54,19 % de participation[46].
- Référendum de 2005 relatif au traité établissant une Constitution pour l'Europe : 61,18 % pour le Oui, 38,82 % pour le Non, 82,54 % de participation[47].

## Population et société

### Démographie

#### Évolution démographique
L'évolution du nombre d'habitants est connue à travers les recensements de la population effectués dans la commune depuis 1793. Pour les communes de moins de 10 000 habitants, une enquête de recensement portant sur toute la population est réalisée tous les cinq ans, les populations de référence des années intermédiaires étant quant à elles estimées par interpolation ou extrapolation. Pour la commune, le premier recensement exhaustif entrant dans le cadre du nouveau dispositif a été réalisé en 2004.

En 2022, la commune comptait 277 habitants, en évolution de +2,21 % par rapport à 2016 (Essonne : +2,89 %, France hors Mayotte : +2,11 %).
| 1793 | 1800 | 1806 | 1821 | 1831 | 1836 | 1841 | 1846 | 1851 |
| ---- | ---- | ---- | ---- | ---- | ---- | ---- | ---- | ---- |
| 234  | 256  | 240  | 236  | 239  | 218  | 199  | 209  | 223  |

| 1856 | 1861 | 1866 | 1872 | 1876 | 1881 | 1886 | 1891 | 1896 |
| ---- | ---- | ---- | ---- | ---- | ---- | ---- | ---- | ---- |
| 218  | 196  | 227  | 186  | 207  | 222  | 207  | 194  | 199  |

| 1901 | 1906 | 1911 | 1921 | 1926 | 1931 | 1936 | 1946 | 1954 |
| ---- | ---- | ---- | ---- | ---- | ---- | ---- | ---- | ---- |
| 188  | 168  | 171  | 150  | 156  | 140  | 156  | 119  | 123  |

| 1962 | 1968 | 1975 | 1982 | 1990 | 1999 | 2004 | 2006 | 2009 |
| ---- | ---- | ---- | ---- | ---- | ---- | ---- | ---- | ---- |
| 120  | 158  | 159  | 187  | 214  | 248  | 261  | 266  | 272  |

| 2014 | 2019 | 2022 | - | - | - | - | - | - |
| ---- | ---- | ---- | - | - | - | - | - | - |
| 262  | 274  | 277  | - | - | - | - | - | - |

#### Pyramide des âges
En 2018, le taux de personnes d'un âge inférieur à 30 ans s'élève à 33,2 %, soit en dessous de la moyenne départementale (39,9 %). À l'inverse, le taux de personnes d'âge supérieur à 60 ans est de 24,1 % la même année, alors qu'il est de 20,1 % au niveau départemental.
En 2018, la commune comptait 140 hommes pour 133 femmes, soit un taux de 51,28 % d'hommes, largement supérieur au taux départemental (48,98 %).
Les pyramides des âges de la commune et du département s'établissent comme suit.
| Hommes | Classe d’âge | Femmes |
| ------ | ------------ | ------ |
| 0,0    | 90 ou +      | 1,5    |
| 6,4    | 75-89 ans    | 4,5    |
| 17,7   | 60-74 ans    | 18,0   |
| 27,0   | 45-59 ans    | 26,3   |
| 14,9   | 30-44 ans    | 17,3   |
| 15,6   | 15-29 ans    | 15,8   |
| 18,4   | 0-14 ans     | 16,5   |

| Hommes | Classe d’âge | Femmes |
| ------ | ------------ | ------ |
| 0,5    | 90 ou +      | 1,4    |
| 5,4    | 75-89 ans    | 7,2    |
| 12,9   | 60-74 ans    | 13,9   |
| 20     | 45-59 ans    | 19,4   |
| 19,9   | 30-44 ans    | 20,1   |
| 20     | 15-29 ans    | 18,2   |
| 21,3   | 0-14 ans     | 19,8   |

### Enseignement

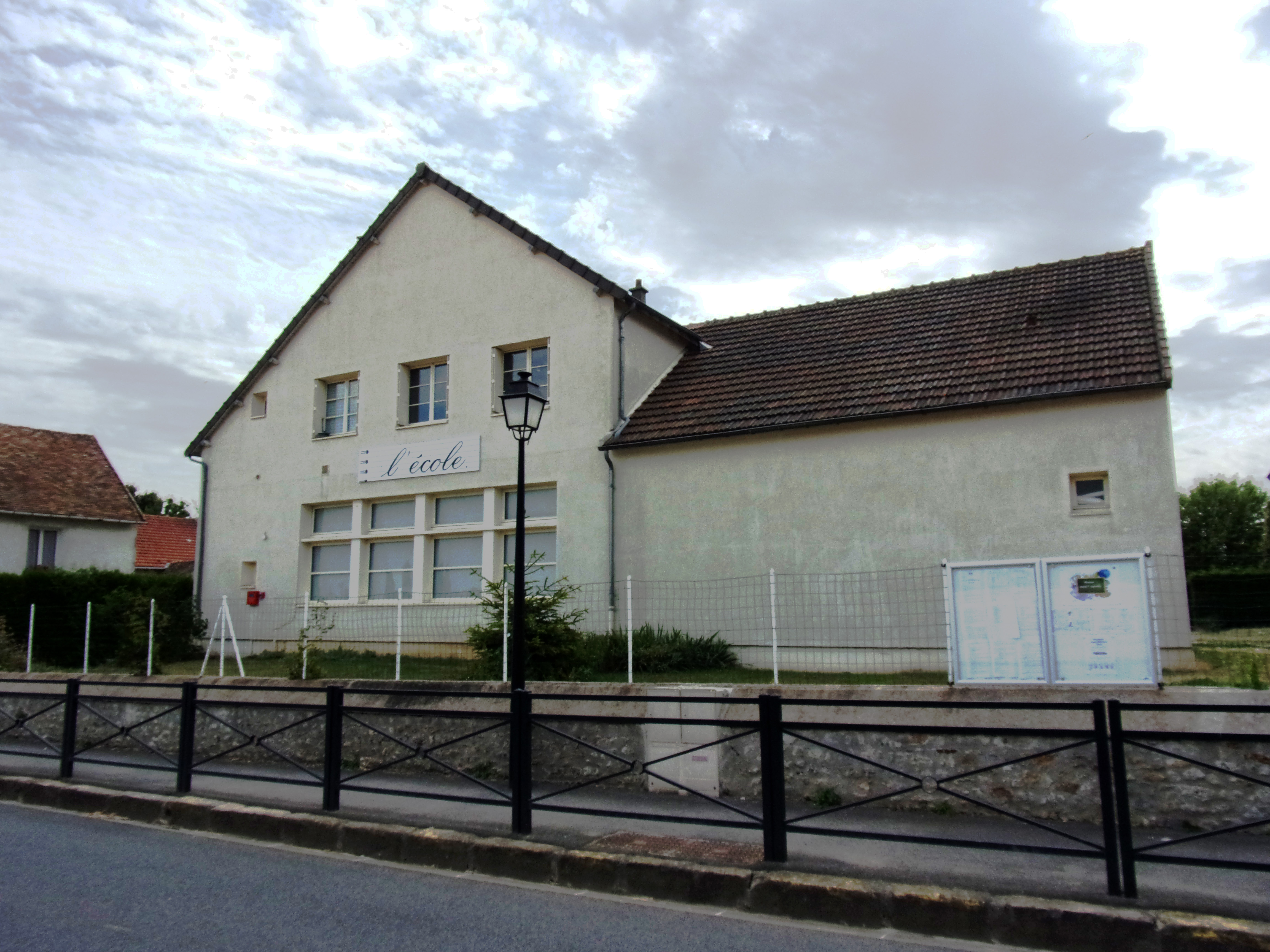
L'école communale de Torfou.

- Regroupement pédagogique intercommunal (RPI) Chamarande-Torfou (maternelle et primaire)[53].
- Elle dispose d'une école élémentaire publique.
- Les élèves de Torfou sont rattachés à l'académie de Versailles.

### Lieux de culte
La paroisse catholique de Torfou est rattachée au secteur pastoral de la Vallée de la Juine-Étréchy et au diocèse d'Évry-Corbeil-Essonnes. Elle dispose de l'église Notre-Dame-de-l'Assomption-de-la-Très-Sainte-Vierge.

### Médias
L'hebdomadaire Le Républicain relate les informations locales. La commune est en outre dans le bassin d'émission des chaînes de télévision France 3 Paris Île-de-France Centre, IDF1 et Téléssonne intégré à Télif.

## Économie

### Emplois, revenus et niveau de vie
En 2006, le revenu fiscal médian par ménage était de 26 319 €, ce qui plaçait la commune au 272e rang parmi les 30 687 communes de plus de cinquante ménages que compte le pays et au vingt-sixième rang départemental.
| Répartition des emplois par catégories socioprofessionnelles en 2006. |              |                                           |                                                   |                            |                          |                           |
|                                                                       | Agriculteurs | Artisans, commerçants, chefs d’entreprise | Cadres et professions intellectuelles supérieures | Professions intermédiaires | Employés                 | Ouvriers                  |
| Torfou                                                                | -            | -                                         | -                                                 | -                          | -                        | -                         |
| Zone d'emploi de Dourdan                                              | 0,7 %        | 6,0 %                                     | 18,9 %                                            | 28,5 %                     | 26,3 %                   | 19,6 %                    |
| Moyenne nationale                                                     | 2,2 %        | 6,0 %                                     | 15,4 %                                            | 24,6 %                     | 28,7 %                   | 23,2 %                    |
| Répartition des emplois par secteurs d’activités en 2006.             |              |                                           |                                                   |                            |                          |                           |
|                                                                       | Agriculture  | Industrie                                 | Construction                                      | Commerce                   | Services aux entreprises | Services aux particuliers |
| Torfou                                                                | -            | -                                         | -                                                 | -                          | -                        | -                         |
| Zone d'emploi de Dourdan                                              | 1,7 %        | 10,4 %                                    | 7,5 %                                             | 11,8 %                     | 21,6 %                   | 6,9 %                     |
| Moyenne nationale                                                     | 3,5 %        | 15,2 %                                    | 6,4 %                                             | 13,3 %                     | 13,3 %                   | 7,6 %                     |
| Sources : Insee,                                                      |              |                                           |                                                   |                            |                          |                           |

## Culture locale et patrimoine

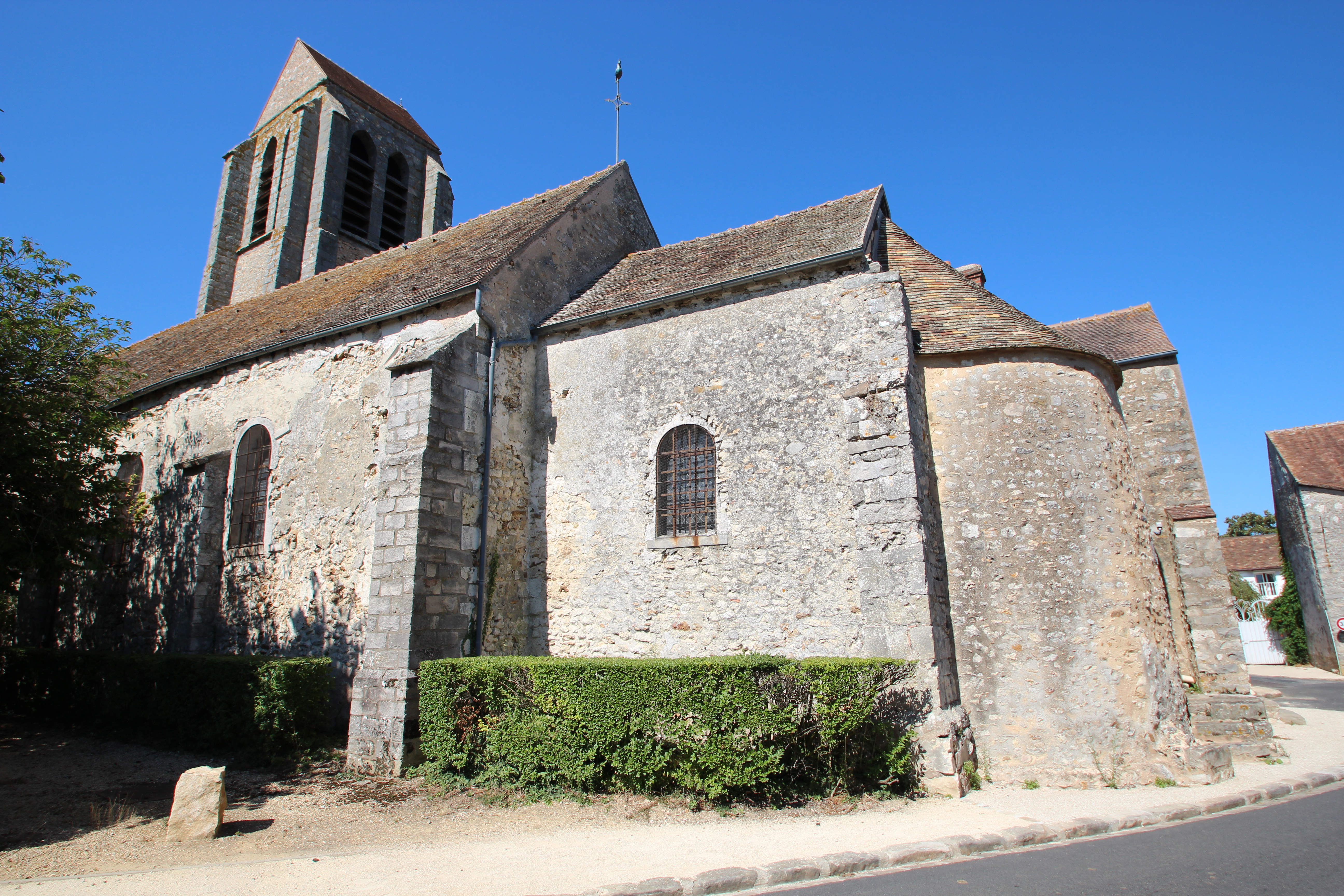
L'église Notre-Dame de Torfou.

### Lieux et monuments
- Église Notre-Dame : Moyen Âge.

### Patrimoine environnemental
Les bois au nord du territoire et les bosquets boisés au sud ont été recensés au titre des espaces naturels sensibles par le conseil général de l'Essonne.

### Personnalités liées à la commune
- Giuseppe Remondini (1895-1959), ingénieur d'origine italienne, expatrié à Torfou, fondateur en France des motocyclettes Jonghi avec lesquelles son fils Arrigo établit plusieurs records du monde d'endurance sur l'autodrome de Linas-Montlhéry en 1948.